# 怪人
怪人词语通常指「行爲古怪」的人，词义帶點貶意,通常将有「反習慣性行為模式」、「反習慣性思維」等「怪癖」的人称呼为怪人。
在特攝作品也指一種人物类型之一，其中包括有假面骑士、超人力霸王、超级战队、金属英雄如宇宙刑事等。
最初假面騎士造型構想來自蝗蟲,而修卡組織的怪人靈感是來自 H.G.威爾斯的小說《莫洛博士岛》中人類與野獸改造結合的半獸人。怪人专门在特攝英雄作品裡扮演壞蛋。

## 种类
- 改造人：設定與昭和系列一部分假面骑士的怪人相似，由人類科學家自行製作或改造出來，包括機械及有機生命體的怪人。相关：Category:赛博格题材作品

例：假面騎士Drive的Roidmude、『秘密战队五连者』的黒十字軍假面怪人、『伏魔三剑侠』
- 机器人、人形機器人。相关：Category:机器人题材作品

例：『电脑奇侠』 & 『电脑奇侠01』、『机器刑事』、『JAKQ电击队』、『假面騎士BLACK RX』的怪魔機器人
- 外星人、外星生物：來自地球以外的宇宙或星體的怪人。相关：Category:外星生命题材作品

例：假面骑士KABUTO的Worm、假面骑士Super 1、假面骑士J、超人力霸王的宇宙人
- 妖怪。相关：Category:妖怪题材作品

例：『超神三戰士』、『手裡劍戰隊忍忍者』、『变身忍者岚』、『忍者戰隊隱連者』、『侍戰隊真劍者』、『假面騎士響鬼』的魔化魍、Category:神魔剧和Category:神怪片的精怪
- 邪念或欲望產生：以人類的欲望作爲交易或者食糧後進化成長

例：假面騎士电王的Imagin、飞鹰人、大战队GOGGLE V、百兽战队牙吠连者的变异人、假面骑士OOO的貪婪獸、假面骑士Wizard
- 人類進化形態、變種人類或擬態人類：平時以人類型態自居，戰鬥時會變回怪人型態

例：假面騎士555的Orphnoch、閃電人和閃電人f的新人類
- 附身或寄生在生物和非生物上。相关：Category:附身题材作品、Category:寄生生物题材作品

例：鸟人战队喷射人的次元獣、多米英雄烈火拯救隊的火炎魔人、牙狼〈GARO〉的火罗
- 變身器：由純人類通過裝置變身成怪人

例：假面騎士W的Dopant、假面骑士Fourze
- 純怪人：部分或者是屬地球內的古老原種族。相关：Category:超古代文明题材作品

例：假面骑士颚门的Unknown
- 異世界：來自第二個世界的怪人，多數都沒有語言能力。相关：Category:异世界题材作品

例：假面騎士龍騎的Mirror Monsters

## 参看
- 怪兽 (特摄)
- 怪物
- 反派
- 超级坏蛋
- 怪人二十面相